# Allium rubrovittatum
Allium rubrovittatum là một loài thực vật có hoa trong họ Amaryllidaceae. Loài này được Boiss. & Heldr. mô tả khoa học đầu tiên năm 1854.